# PECompact
PECompact — программа для сжатия исполняемых файлов для Windows с закрытым исходным кодом.

## Описание
Утилита сжимает данные без потерь. Во время выполнения программы, сжатые исполняемые файлы распаковываются в оперативную память, что позволяет запускать их так же как это было до сжатия.
PECompact использует свой собственный алгоритм сжатия JCALG1 с открытым исходным кодом.

## Преимущества[источникне указан 1456 дней]
- По желанию пользователя упаковщик допускает возможность оставить несжатыми любые данные из файла (к примеру, иконки, курсоры или другие ресурсы).
- Многозадачная упаковка, PECompact способен в определенный момент времени выполнить сразу несколько операций над элементам данных.
- Упаковка исполняемого файла позволяет уменьшить занимаемое программным обеспечением место.
- Сжатие защищает программы от непрофессионального реверс-инжиниринга.
- Позволяет создать резервную копию файла (BAK файл) перед началом упаковки для каждого файла.
- Поддержка плагинов (как предоставляемых разработчиками, так и независимыми программистами).
- Многоязычная поддержка языков (в том числе и русский).
- Сжатие секции экспорта.
- Позволяет уменьшить размер файла за счет оптимизации структуры файла, без сжатия данных.
- Поддерживает программное и аппаратное обеспечение DEP.
- Принудительная защита памяти.
- Обрезание адресных привязок.
- Сжатые исполняемые файлы или модули запускаются и работают точно так же, как и до компрессии в Wine.
- Внедрить водяной знак.

## Недостатки
- Закрытый исходный код.
- Незарегистрированная версия работает 7 дней.
- Отсутствие кроссплатформенности.

## Консольная версия

PEC2.exe для тех пользователей, которые предпочитают работать из командной строки

В дистрибутив поставки входит файл PEC2.exe. Она поддерживает только интерфейс командной строки.

## Плагины
PECompact использует кодеки, загрузчики и перехватчики, подключаемые в виде модулей (плагинов) — динамических библиотек.

### Кодеки
В стандартную комплектацию программы входит несколько кодеков для сжатия, шифрования и других целей. Некоторые из них доступны только в зарегистрированной версии.
| Название   | Имя файла                | Автор                                  | Тип                  | Описание |
| ---------- | ------------------------ | -------------------------------------- | -------------------- | --- |
| aPLib      | pec2codec_aplib.dll      | Йюрген Ибсен (норв. Jørgen Ibsen)      | сжатие               | Алгоритм сжатия данных с минимальными запросами к ресурсам компьютера, но более медленной распаковкой, чем у FFCE. |
| BriefLZ    | pec2codec_brieflz.dll    | Йюрген Ибсен                           | сжатие               | Алгоритм, созданный для быстрой упаковки и высокой степени сжатия. |
| CRC32      | pec2codec_crc32.dll      | Йюрген Ибсен                           | проверка целостности | Проверка контрольной суммы CRC32. При запуске файла происходит проверка его внутренней структуры, и если в нём обнаруживаются поврежденные данные, то выполнение файла прекращается, с последующим выводом сообщения на экран (см. MessageBox). |
| FFCE       | pec2codec_ffce.dll       | Йюрген Ибсен                           | сжатие               | Лучший алгоритм сжатия данных для маленьких по размеру файлов, также выигрывает алгоритм aPLib на сжатии больших файлов. |
| JCALG1     | pec2codec_jcalg1.dll     | Джереми Коллейк (англ. Jeremy Collake) | сжатие               | Алгоритм предназначен для высокой степени сжатия и быстрой декомпрессии с минимальными затратами памяти. |
| LZMA       | pec2codec_lzma.dll       | Игорь Павлов и Йюрген Ибсен            | сжатие               | Алгоритм основан на схеме сжатия данных по словарю, сходной с использованной в LZ77, и обеспечивает высокий коэффициент сжатия, лучше, чем все алгоритмы перечисленные в таблице.                                                               |
| MessageBox | pec2codec_messagebox.dll | Йюрген Ибсен                           | ввод-вывод сообщений | Плагин, служащий для ввода-вывода сообщений в программе. К примеру, подтверждение на дальнейшее выполнение N-ой операции с файлами. |
| Password   | pec2codec_password.dll   | Йюрген Ибсен                           | шифрование           | Алгоритм, который по желанию пользователя может установить шифрование файла по алгоритму TEA с помощью пароля. |

### Загрузчики
Также в программе используются загрузчики, предоставляемые компанией Bitsum Technologies и сторонними разработчиками. Для создания собственного плагина-загрузчика служит набор инструментальных средств разработки загрузчиков (Loader SDK), приобретаемый у разработчика программы — компании Bitsum Technolgoies.
| Название          | Имя файла             | Описание |
| ----------------- | --------------------- | --- |
| pec2ldr_default   | pec2ldr_default.dll   | Загрузчик используемый по умолчанию.                                                                         |
| pec2ldr_antidebug | pec2ldr_antidebug.dll | Загрузчик с антиотладочным кодом.                                                                            |
| pec2ldr_slim      | pec2ldr_slim.dll      | Облегченный аналог стандартного загрузчика, но не содержит кода для обработки ошибок импорта и других типов. |
| pec2ldr_ead       | pec2ldr_ead.dll       | Enhanced Anti-Debug - загрузчик, содержащий дополнительную защиту от отладки. Продается отдельно.            |

### Перехватчики
Для обеспечения дополнительной функциональности в программу включены плагины-перехватчики API. Данные плагины содержат небольшой код, объединяемый со сжатым исполняемым файлом, и вызываемый при старте загрузчика PECompact для перехватывания импортов API.
| Название     | Имя файла                | Описание |
| ------------ | ------------------------ | --- |
| IsPacked API | pec2hooks_ispacked.dll   | Плагин-перехватчик API, который взаимодействует с загрузчиком PECompact и позволяет осуществить проверку, по-прежнему ли упаковано приложение или нет. |
| Fast import  | pec2hooks_fastimport.dll | Этот плагин-перехватчик является усовершенствованной разработкой функции GetProcAddress, распространяется вместе с исходным кодом. Функция использует хинты для увеличения скорости обработки таблиц импорта управляющего модуля. Выполняется бинарный поиск с полной поддержкой ускоренного экспорта. |